# Thomas Keith Glennan
Thomas Keith Glennan (ur. 8 września 1905 w Enderlin, zm. 11 kwietnia 1995 w Mitchellville w stanie Maryland) - pierwszy administrator Narodowej Agencji Aeronautyki i Przestrzeni Kosmicznej (NASA) w okresie od 19 sierpnia 1958 do 20 stycznia 1961 roku. 

## Życiorys
Uzyskał dyplom z elektrotechniki na Uniwersytecie Yale w 1927 roku. Od października 1950 do listopada 1952 pełnił funkcję członka Komisji Energii Atomowej.